# 周廷部
周廷部，又名周部觀，是武功周氏的後人。原居福建泉州安溪縣卓源鄉虎溪鎮，清朝人物。
清嘉慶年間，隨宗親渡海至台灣台北開墾
，子嗣五房，為武功周氏的必字輩。
周廷部祭祀公業，原於師大路附近的祖嗣祠堂因都市計畫變更，祖嗣祠堂遷至臺北市士林區，由五房子孫共同祭祀。